# Tashelhiyt

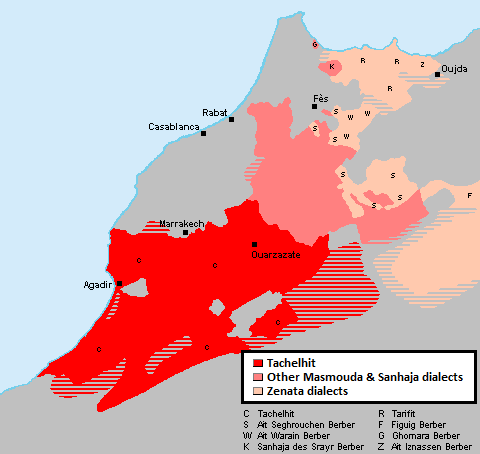
de gebieden in Marokko waar het Tashelhiyt wordt gesproken

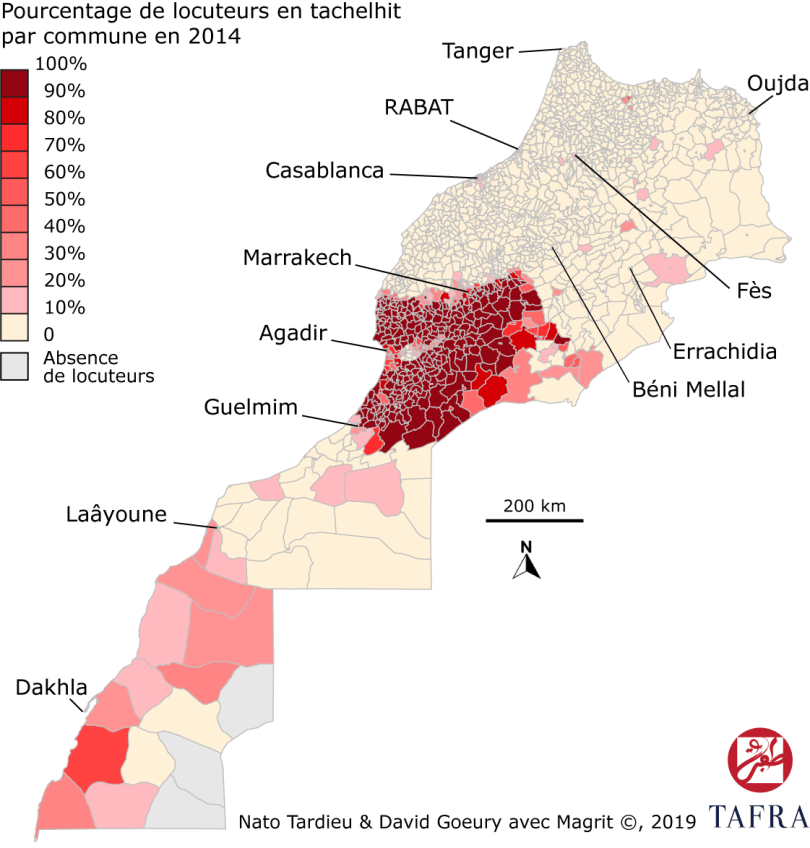
Tashelhiyt in Marokko met percentages

Het Tashelhiyt, Tachelhit, Shilha (Berbers: ⵜⴰⵛⵍⵃⵉⵜ) is een Berbertaal gesproken in de regio Souss, de Anti-Atlas, de Westelijke Hoge Atlas en in de oases in de Westelijke Sahara. Bekende steden waar de taal wordt gesproken zijn o.a. Agadir, Marrakech, Ouarzazate, Tafraout, Tiznit, Sidi Ifni, Guelmin, Assa, Tata, Tamanar, Essaouira (Tassort), Zagora, Tinghir en Kelaat Mgouna.
De taal wordt sinds de middeleeuwen geschreven in de Maghrebijnse variant van het Arabische schrift. Het oudst bekende document dateert uit de 12de eeuw en bestaat een woordenboek geschreven door Ibn Tunart, gestorven in 1172. In Nederland wordt Tachelhit aan de Universiteit van Leiden bestudeerd. De universiteitsbibliotheek bevat een verzameling geschreven documenten. De meest complete studie naar de geschiedenis van de taal is waarschijnlijk het werk van Nico van den Boogert uitgegeven in 1997: "The Berber Literary Tradition of the Sous". Deze studie bevat een bespreking van verschillende geschreven teksten vanaf zestiende eeuw.
Ook in de moderne tijd zijn veel literaire, religieuze, politieke en artistieke teksten gepubliceerd. Bekende schrijvers die in of over het Tachelhit hebben geschreven zijn Rais Belaid (1873-1945), Mokhtar Soussi (1900-1960), M. Khair-Eddine (1942-1995), A.S. Azayku (1942-2004), M. Mounib (1934-2007) ... Bekende nog in leven zijnde schrijvers zijn M. Chafi, auteur van een woordenboek Arabisch-Tamazight, Hocine Johadi, auteur en vertaler van theologische begrippen uit de Koran.
Naast geschreven teksten is Tachelhit rijk aan orale tradities. Een specifieke muziek in Tachelhit wordt sinds het einde van de 19de eeuw gespeeld door troubadours. Ze reisden van stad naar stad, van markt naar markt, van mousem (festival) naar mousem om muziek te spelen met hun specifieke muziekinstrumenten zoals Rbab, Lutar, Naqus en soms ook Banjou. Ze zijn bekend onder de naam rwais, een meervoud van rais. Hun muziek is uitvoerig beschreven in een encyclopedie in de vorm van tien dvd's met meer dan honderd muziekstukjes van de afgelopen honderd jaar: "Anthologie de la musique des rways", Uitgeverij Qitab, 2020 in Marokko. Bekende rwais zijn o.a. M. Albensir (1936 –1989) en Fadma Tabaamrant.
Veel klassieke teksten van poëzie en vertelkunst worden als audiovisuele productie op de markt gebracht. Verschillende culturele stichtingen binnen en buiten Marokko zoals "Isni n Ourgh" uit Agadir organiseren jaarlijks internationale festivals voor films en documentaires gemaakt in Tachelhit. Er zijn ook festivals gespecialiseerd in muziek zoals Festival Timitar in Agadir. Sinds een aantal jaren bestaan er een landelijke tv-zender en een landelijke radiozender, Tamazight (zender 8), die programma's in Tachelhit uitzenden. Op internet zijn er meertalige artikelen te vinden op Wikipedia over de taal. Voorbeelden daarvan zijn Wikimazigh. Op Facebook, X en fora zijn er nieuwsgroepen te vinden al dan niet gespecialiseerd in taal.
Sinds 2011 is het mogelijk om taalles op Marokkaanse openbare scholen te krijgen. Er wordt het Tifinagh-schrift gebruikt om de taal te schrijven. Maar het Latijnse schrift is ook gebruikelijk. Het Arabische schrift zoals in vroegere eeuwen wordt ook gebruikt maar in mindere mate. Een universitaire studie van de taal is mogelijk aan de Universiteit Ibn Zohr van Agadir. Voor gevorderde studie is het instituut in Rabat onmisbaar: Institut Royale de Langue et Culture Amazighes (IRCAM). In het buitenland wordt Tachelhit aan een aantal universiteiten bestudeerd zoals Leiden en Parijs aan het INACO.

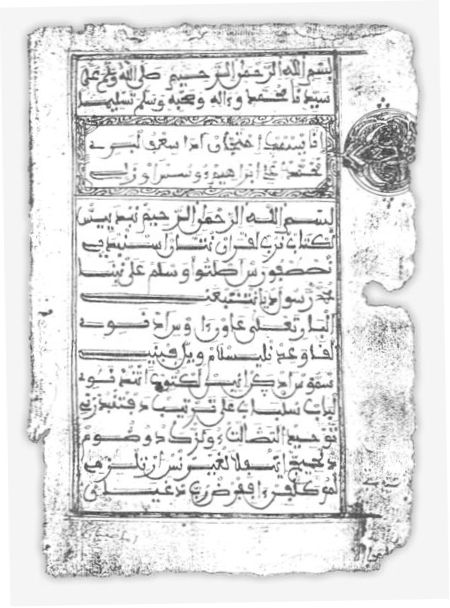
Eerste pagina van manuscript van Mohammed Awzal in Ali Awzal (18de eeuw)